# Connecticut Panhandle

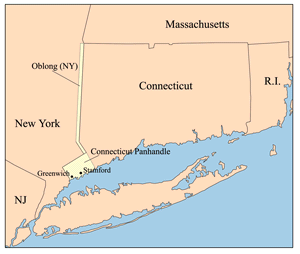
Connecticut Panhandle en de Oblong.

De Connecticut Panhandle, informeel ook wel bekend als the Tail (de Staart), is een panhandle van de Amerikaanse staat Connecticut op de plek waar het een hapje uit de staat New York neemt. Het is in zijn geheel deel van Fairfield County en bezit de plaatsen Greenwich, Stamford, New Canaan, Darien en ook nog een gedeelte van Norwalk. Het is een gedeelte van het allerrijkste gedeelte van de Verenigde Staten.
Deze onregelmatigheid in de grens is ontstaan in 1683 op het moment dat New York zijn claim op het stuk land introk omdat de inwoners zich meer tot Connecticut dan tot New York aangetrokken voelden in ruil voor een strook land ten noorden van Ridgefield tot aan de grens met de staat Massachusetts en voor een stuk land dat niet was ingetrokken van de claim. In ruil voor de Connecticut Panhandle kreeg New York een strook van 2,91 km langs de grens dat Oblong werd genoemd.